# Лопиш-Граса, Фернанду

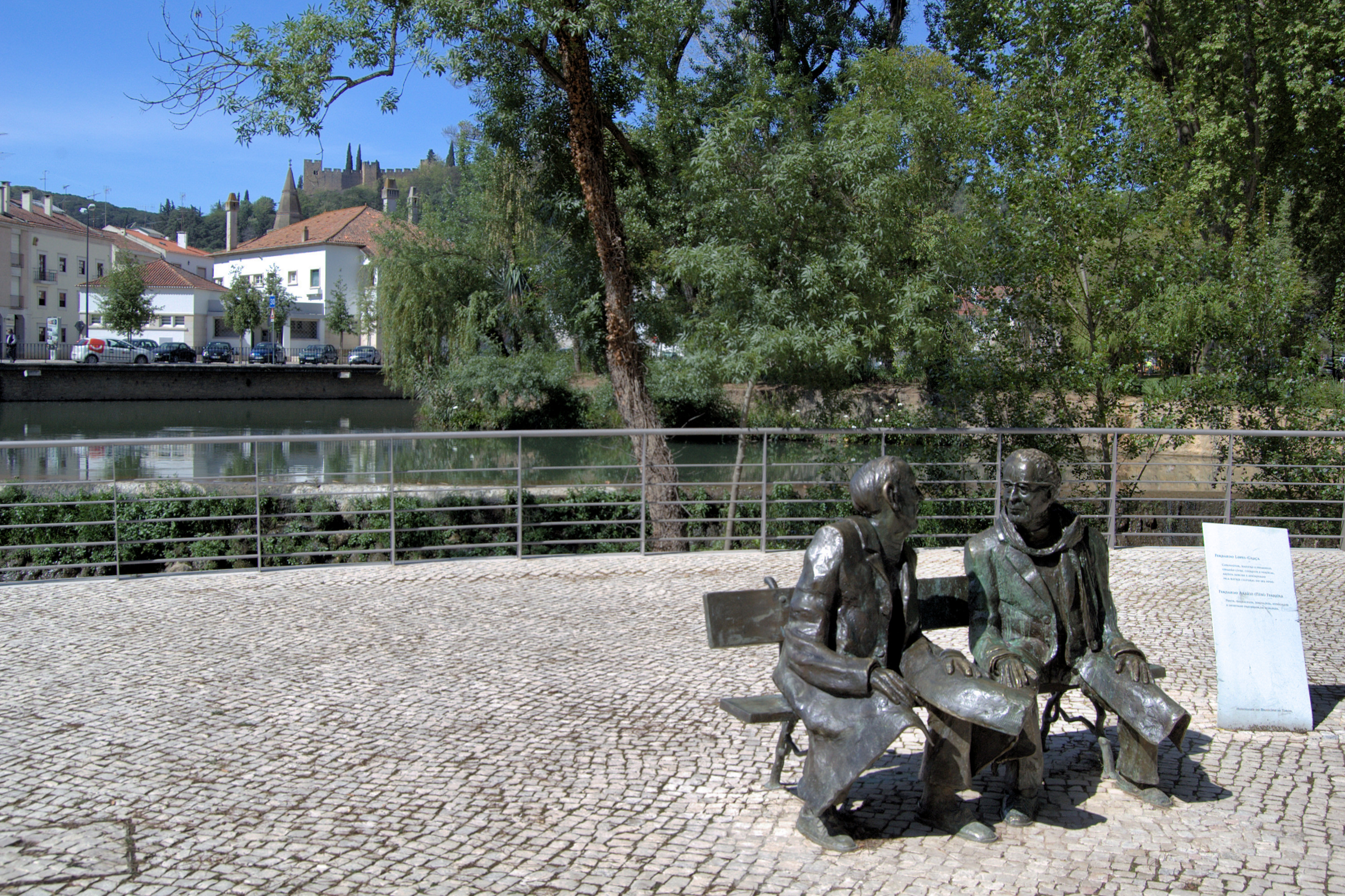
Памятник композитору в его родном городе

Ферна́нду Ло́пиш-Гра́са (порт. Fernando Lopes-Graça, 17 декабря 1906, Томар — 27 ноября 1994, Пареде, Кашкайш) — крупнейший португальский композитор и музыковед.

## Передача имени
Орфография «Лопиш» передаёт один из вариантов бразильского произношения. Для персоналий Португалии более приемлем вариант «Лопеш».

## Биография
С 14 лет играл в кинотеатре, аранжируя Дебюсси и др. С 1923 года учился в Лиссабонской консерватории, по композиции — у Томаша Борбы, по музыковедению — у Фрейташа Бранку, по фортепиано — у Вианы де Мотты, одного из последних учеников Листа. Параллельно слушал курсы по истории и философии на филологическом факультете Лиссабонского университета. В 1931 году получил диплом композитора, тогда же по политическим мотивам арестован и сослан в Алпиарсу. В 1935 году пережил ещё один арест. В 1937 году уехал в Париж, занимался композицией и инструментовкой у Шарля Кеклена. Написал балет Лихорадка времени по заказу Парижского Дома культуры (1938). В 1939 году отказался принять французское гражданство, вернулся в Португалию.
В 1941 году был приглашен Томашом Борбой преподавать в Академию любителей музыки. В 1945 году присоединился к Движению за демократическое единство, а затем к Португальской коммунистической партии. По этой причине при салазаровском режиме сочинения Лопиша-Грасы не исполнялись, в 1950-е он был лишен профессорского звания и вынужден покинуть Академию, куда вернулся лишь в 1972 году.
В 1969 году его камерный виолончельный концерт был исполнен Мстиславом Ростроповичем. В 1973 году столичное издательство Космос начало публикацию его литературных сочинений (насчитывает 18 томов). В 1974 году композитор назначен главой комиссии по реформе музыкального образования в стране. В 1981 году по приглашению Венгерского правительства принял участие в праздновании столетия Белы Бартока.

## Творчество
Испытал влияние Стравинского, Фальи, Бартока.

## Избранные музыкальные сочинения
- Вариации на португальскую народную тему для фортепиано (1927)
- Соната № 1 для фортепиано (1934)
- Лихорадка времени, балет (1938)
- História Trágico-Marítima (1943, ред. 1959)
- Симфония для оркестра (1944)
- Героическое скерцо для оркестра, памяти Шопена (1949)
- Концертино для фортепиано (1954)
- Концертино для альта (1962)
- Песнь любви и смерти для струнного квартета и фортепиано (1961)
- Сельская сюита для струнного квартета (1965)
- Камерный концерт для виолончели с оркестром (1966)
- Партита для гитары (1970—1971)
- Две мелодии для флейты (1976)
- Реквием по жертвам фашизма в Португалии для большого оркестра, хора и солистов (1979)
- Симфониетта с посвящением Гайдну (1980)
- Две импровизации для фортепиано (1982)

Песни на стихи Жила Висенте, Камоэнса, Бокаже, Са-де-Миранды, Антониу Нобре, Антеру де Кентала, Камилу Песаньи, Фернандо Пессоа, Софии де Мелло Брейнер, Мигела Торги, Карлуша де Оливейры и др. ().

## Избранные музыковедческие сочинения
- Música e músicos modernos; aspectos, obras, personalidades. Pôrto, Edições Lopes da Silva, 1943
- A música portuguesa e os seus problemas. 2 v. Pôrto: Edicões Lopes da Silva, 1944—1959
- Musicália. Salvador, Brasil: Universidade da Bahia, 1960
- A música portuguesa e os seus problemas. 3. Lisboa: Ediçoes Cosmos, 1974
- A canção popular portuguesa. Lisboa: Europa-América, 1974
- Um artista intervém; Cartas com alguma moral. Lisboa: Ediçoes Cosmos, 1974
- Escritos musicológicos. Lisboa: Ediçoes Cosmos, 1977
- Reflexões sobre a música. Lisboa: Ediçoes Cosmos, 1978.

## Признание
Гранд-офицер Ордена Сантьяго (1981). Награждён Большим крестом Ордена Инфанта дона Энрики (1987). Награждён орденом Дружбы народов (16 декабря 1976 года, СССР). Именем композитора названа средняя школа в Пареде. В Томаре открыт его музей. Учреждена музыкальная премия его имени.